# Lisa Nowak
Lisa Nowak   (Washington DC, 10 de maig de 1963), nascuda Lisa Marie Caputo, és una enginyera aeronàutica estatunidenca, excapitana de la Marina dels Estats Units, oficial naval de vol, pilot de proves i astronauta de la NASA. Va ser seleccionada per la NASA amb el NASA Astronaut Group 16 el 1996 i es va qualificar d'especialista de missió en robòtica. Nowak va volar a l'espai a bord del transbordador espacial Discovery durant la missió STS-121 el juliol del 2006, on va ser la responsable d'operar els braços robòtics del transbordador i de l'Estació Espacial Internacional.
Després de graduar-se a l'Acadèmia Naval dels Estats Units a Annapolis (Maryland) el 1985, Nowak va ser assignada al VAQ-34 a la Naval Air Station Point Mugu, a Califòrnia, on va volar un EA-7L Corsair i un ERA-3B Skywarrior. Va obtenir tant un màster en enginyeria aeronàutica com un grau en enginyeria aeronàutica i astronàutica a la Naval Postgraduate School de Monterey, a Califòrnia, i el 1993 va ser seleccionada per assistir a la U.S. Naval Test Pilot School. Després de graduar-se, es va quedar a Patuxent River, volant al F/A-18 Hornet i EA-6B Prowler. Durant la seua carrera a la marina va registrar més de 1.500 hores en més de 30 avions diferents i se li va concedir la Medalla del Servei Meritori de Defensa, la Commendation Medal de la Marina i la Navy Achievement Medal.
El 5 de febrer de 2007, Nowak va ser arrestada a Orlando (Florida) després de ruixar amb gas pebre la capitana de la Força Aèria dels Estats Units, Colleen Shipman, que tenia una relació romàntica amb l’astronauta William Oefelein. Nowak va ser posada en llibertat sota fiança i inicialment es va declarar innocent dels càrrecs, que incloïen intent de segrest, robatori amb assalt i agressió. El 8 de març de 2007 va ser expulsada de l'agència espacial. El 10 de novembre de 2009 va fer un acord amb els fiscals i es va declarar culpable dels càrrecs de robatori i d'agressió amb lesions. Va romandre com a capitana de la Marina fins a l'agost del 2010, quan una junta d'investigació de la marina va votar per unanimitat reduir-la al rang de comandant i donar-la de baixa de la Marina sense condicions honorables després de 25 anys de servei.

## Primers anys

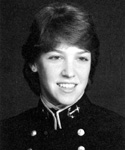
Caputo com a cadet a Annapolis.

Lisa Marie Caputo va néixer a Washington, D.C. (Estats Units d'Amèrica) el 10 de maig de 1963, filla d'Alfredo F. Caputo, consultor informàtic, i de Jane L. Caputo, biològa. Caputo i les seues dues germanes petites, Andrea i Marisa, van créixer a Rockville (Maryland). El 1969 va observar l'aterratge a la Lluna de l’Apollo 11 i es va interessar pel programa espacial. Durant la seua infantesa, va seguir el programa del transbordador espacial, en particular la introducció de dones astronautes el 1978 amb el NASA Astronaut Group 8, i freqüentava el Museu Nacional de l'Aire i l'Espai.
Caputo es va formar a l'escola primària Luxmanor, Tilden Middle School i Charles W. Woodward High School a Rockville. Al gener del seu primer any de batxillerat, va dir a la seua mare que es convertiria en astronauta. Era una girl scout, membre de la Société Honoraire de Français, va competir a l'equip de matemàtiques i va formar part del consell d'estudiants de la seua classe. Jugava a hoquei herba i competia en atletisme de pista. En 1981, va ser nomenada estudiant atleta de l'any i es va graduar com a co-valedictorian. En el seu darrer any de batxillerat, Caputo va ser acceptada per la Brown University, una universitat privada de la Ivy League a Providence (Rhode Island) i per l'Acadèmia Naval dels Estats Units a Annapolis (Maryland). Els seus pares van pensar que Brown era la millor opció, però Caputo va considerar que tenia més possibilitats d'aconseguir el seu objectiu de convertir-se en astronauta si anava a l'Acadèmia Naval.
Les dones van poder ingressar per primera vegada a Annapolis el 1976 i, quan Caputo va entrar-hi el 1981, hi havia dones a cadascuna de les quatre classes però només hi conformaven el 6% de l’alumnat. Alguns companys de classe encara assetjaven les cadets femenines eixe any i, de tant en tant, un professor masculí informava la classe que no creia que les dones hi hagueren de formar part. Com a estudiant, va competir a l'equip d'atletisme. Es va graduar el 22 de maig de 1985 amb una llicenciatura en ciències d'enginyeria aeroespacial i va integrar com a alferes a la Marina dels Estats Units.

## Trajectòria a la Marina
Per a la seua primera assignació, Caputo va escollir-ne una de sis mesos al Johnson Space Center, on va treballar com a enginyera aeroespacial en la seua sucursal a la base de les forces aèries Ellington, prop de Houston (Texas). Durant la seua estada, hi va haver sis llançaments de transbordadors espacials. «El que em va impressionar», va dir més tard, «va ser la idea que tothom estiguera tan interessat en el que feia i que hi demostrara eixe entusiasme que cadascuna de les parts va ser tan important».
El desembre de 1985, Caputo va rebre ordres de presentar-se a la Naval Air Station Pensacola de Florida per exercir pràctiques de vol. Per llei, les dones encara tenien prohibit fer tasques de combat, de manera que la meitat de les feines de la Marina no estaven disponibles per a les dones independentment del seu talent o capacitat: hi havia dubtes sobre si era una bona idea la formació de dones per a tasques que no se sabia si podrien acabar fent. Ser acceptada als entrenaments de vol era un èxit crucial i les dones que ho aconseguien sovint eren criticades pels hòmens als qui havien superat. Caputo va completar l'entrenament primari en vol a la Naviting Air Station Whiting Field amb un Beechcraft T-34 Mentor i es va qualificar com a oficial de vol naval el juny de 1987.

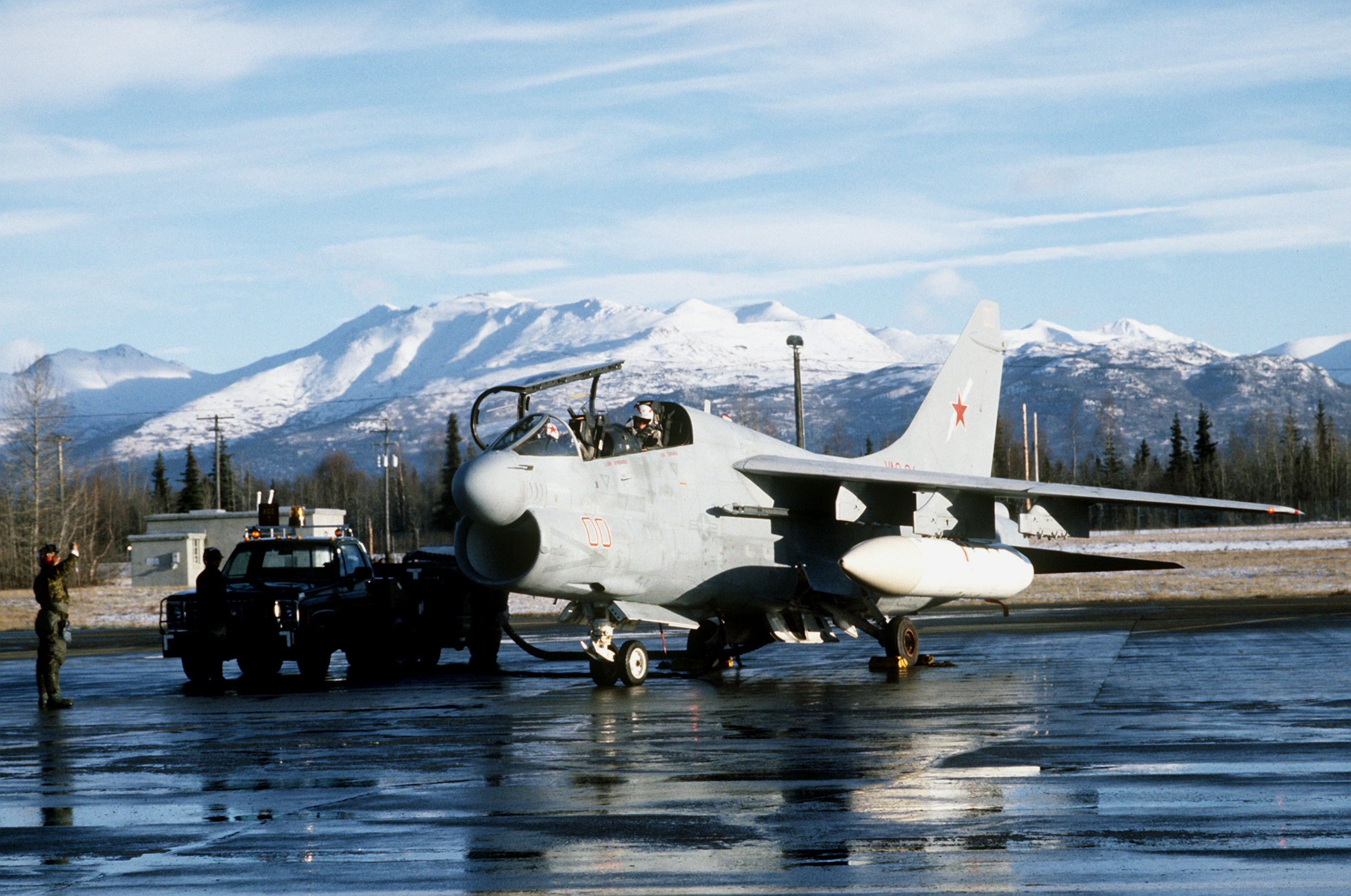
LTV EA-7L Corsair II.

La formació d'oficial de vol de Caputo va continuar a l'estació de Corry, on hi va aprendre a pilotar el Grumman EA-6 Prowler, un avió de guerra electrònica. Després va traslladar-se a la Naval Air Station de Lemoore, on hi va obtenir la llicència per operar els sistemes electrònics del LTV EA-7L Corsair II. El 6 d'abril de 1988 es va casar amb un company d'Annapolis, Richard T. Nowak, a la capella de l'Acadèmia Naval amb ritus catòlics, i va canviar el seu cognom per Nowak. La seua següent tasca va ser a l'Esquadró 34 de Guerra Electrònica (VAQ-34) a la NAS Point Mugu, Califòrnia, on hi va volar tant amb el Corsair II com amb el Douglas ERA-3B Skywarrior, amb els quals va donar suport a la flota del Pacífic dels EUA en exercicis de missió de reconeixement. Va rebre la titulació de comandant de missió i de cap de guerra electrònica.
En 1990, Nowak va ingressar a l'Escola Naval de Postgrau dels Estats Units a Monterey (Califòrnia), on hi va obtenir un màster en enginyeria aeronàutica i un altre en enginyeria aeronàutica i astronàutica el setembre de 1992 per la seua redacció d'una tesi sobre investigacions computacionals d'un perfil aerodinàmic NACA 0012 en baix nombre de Reynolds. El febrer de 1992 va tindre un fill.
Una volta graduada, es va traslladar a la línia restringida d'oficials com a oficial de servei d’enginyeria aeroespacial i va ser seleccionada per assistir a la United States Naval Test Pilot School, situada a la NAS Patuxent River a Maryland —a la qual s'hi havia presentat fins a sis colps. Es va graduar el juny de 1994 i després es va convertir en oficial de projectes de sistemes d’avions a la instal·lació d’avaluació i proves ambientals de combat aeri i a l'esquadró de prova d’avions d'atac de Patuxent River. Com a oficial de vol naval i enginyera de proves de vol va participar en el desenvolupament de l'F/A-18 i l'EA-6B. La seua següent posició va ser al Comandament de Sistemes Aeris Navals; allà hi va participar en l'adquisició de nous sistemes d'aviació naval. Durant la seua carrera a la marina va registrar més de 1.500 hores en més de 30 avions diferents i se li va concedir la Medalla del Servei Meritori de Defensa, la Commendation Medal de la Marina i la Navy Achievement Medal.

## Carrera a la NASA

### Entrenament d'astronauta

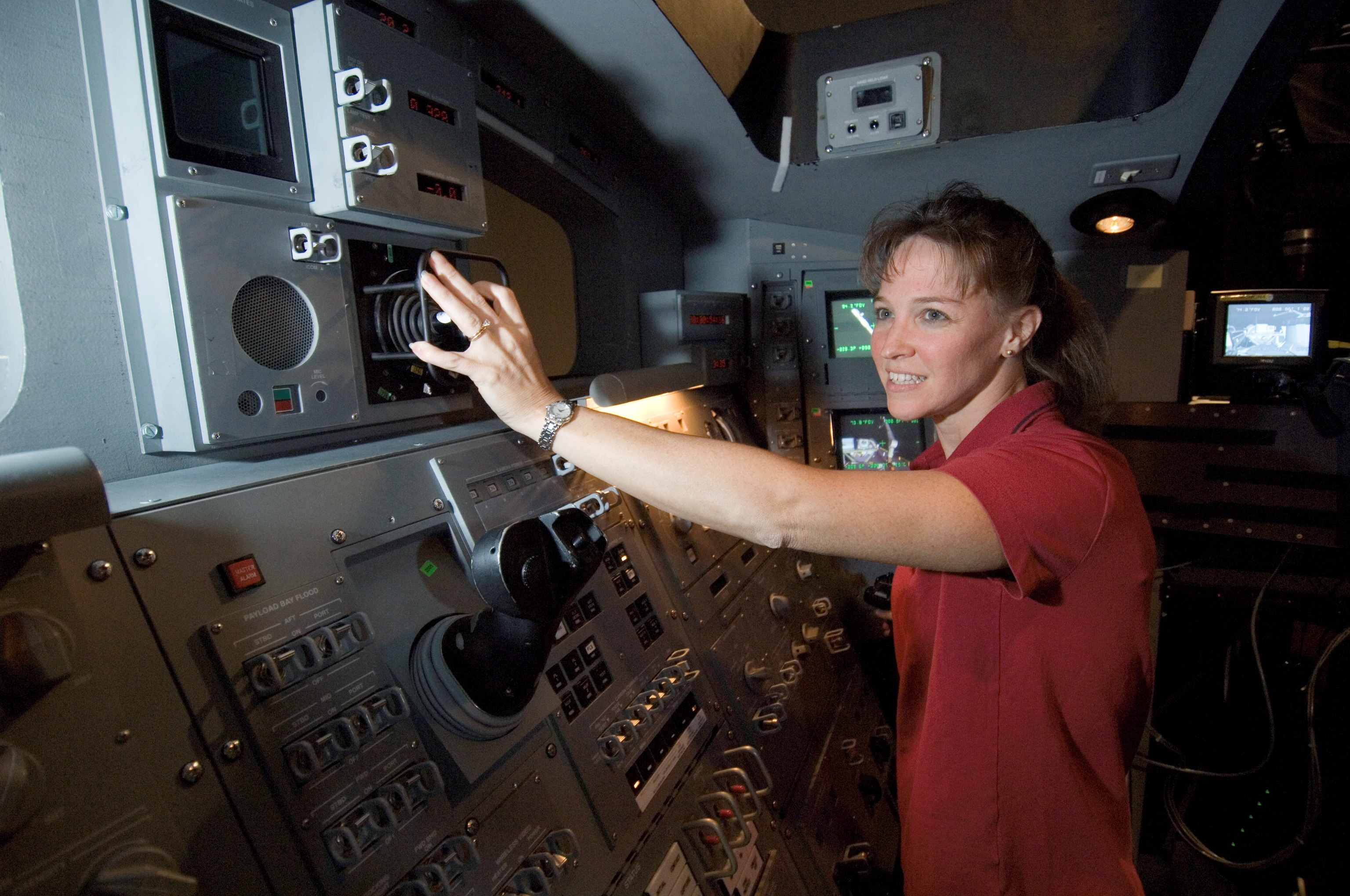
Nowak al simulador d'enginyeria de sistemes.

El 15 de juny de 1995, la NASA va anunciar que estava seleccionant un nou grup d’astronautes. Com a oficial de marina, Nowak no es podia presentar directament, tal com ho podria fer un civil, sinó que va haver de presentar la seua sol·licitud a un comitè de revisió que després l’aprovaria i la remetria a la NASA, cosa que va fer. La NASA va rebre 2.400 sol·licituds, i a principis de 1996, Nowak va ser informada que era una de les 150 finalistes que es consideraven altament qualificades i se li va demanar que presentés una declaració al Johnson Space Center durant una setmana d’orientació, entrevistes i avaluacions mèdiques.
L'1 de maig de 1996, la NASA va anunciar públicament els noms de 10 candidats a pilot i 25 especialistes; Nowak va ser part dels segons. La classe del 1996 va ser la més gran seleccionada des de la primera classe d’astronautes del transbordador espacial el 1978, que també comptava amb 35. Se’ls va ordenar que presentaren el servei al Johnson Space Center per començar la seua formació d’astronautes el 12 d’agost de 1996. A la classe es van unir nou astronautes internacionals. Com que n’hi havia tantes persones, sovint omplien per complet les sales de claustre i les instal·lacions de formació i s'anomenaven a si mateixes “les sardines”.
Nowak i la seua família es van traslladar a Texas, on es van construir una casa a Clear Lake City. El seu marit era oficial de vol naval i operava sistemes de Northrop Grumman E-2 Hawkeye, un avió de guerra electrònica, amb el Carrier Airborne Early Warning Squadron 124 (VAW-124) des de gener de 1996 fins a abril de 1998, quan va deixar el servei actiu, encara que va continuar volant a la Reserva de la Marina dels Estats Units. Va trobar feina com a contractista de comunicacions espacials amb Barrios Technology, una empresa aeroespacial, i va treballar al Johnson Space Center com a controlador de vol al centre de control de la missió.

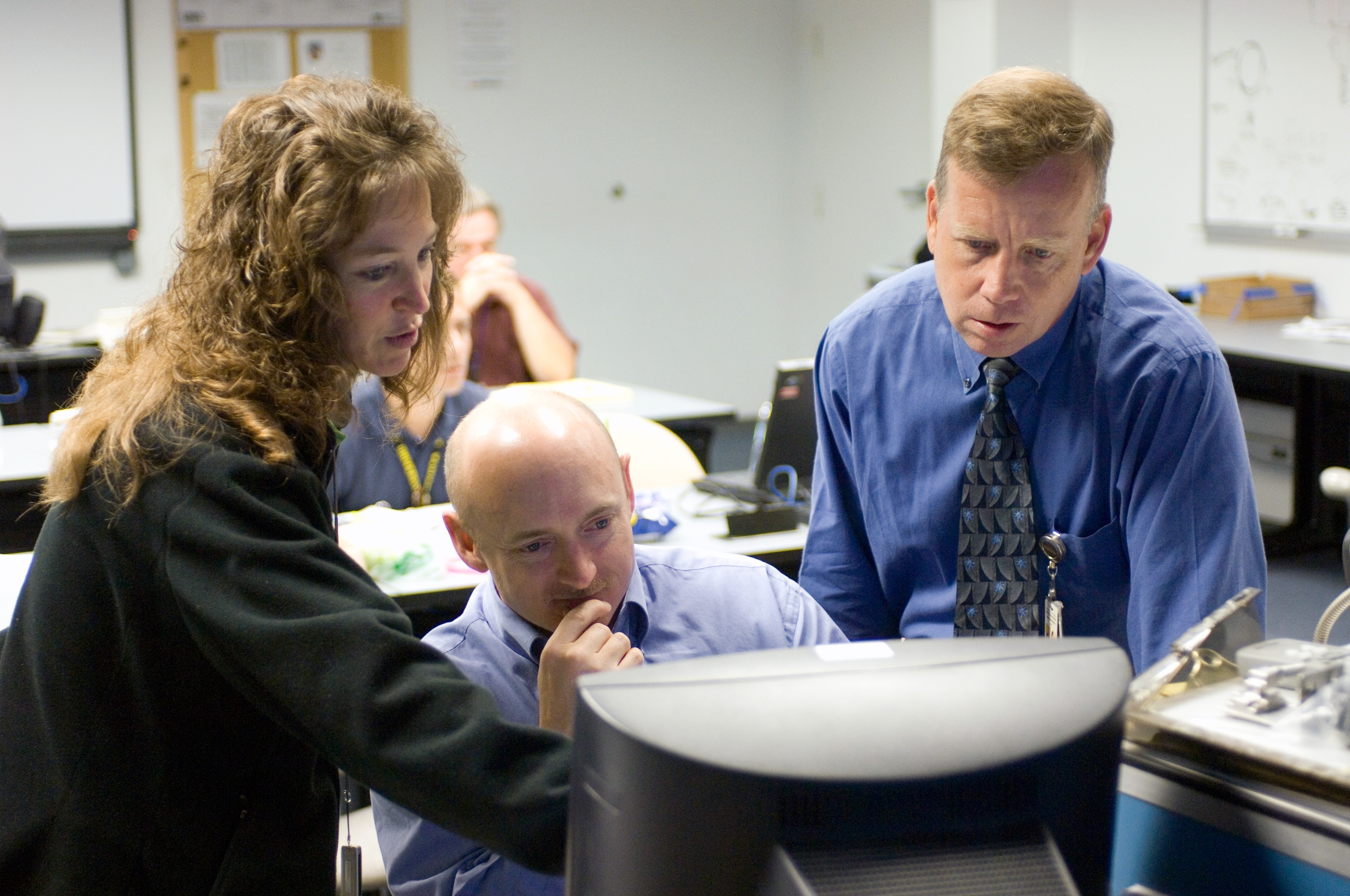
Nowak, Mark E. Kelly (centre) i Steven W. Lindsey (dreta), revisen les dades durant un entrenament.

L'entrenament dels astronautes va incloure entrenament de supervivència, un viatge de tres dies al Gran Canyó per estudiar geologia i treball sobre els nombrosos sistemes del transbordador espacial. Com a especialista de la missió, Nowak devia volar un mínim de quatre hores al mes a l’avió Northrop T-38 Talon de la NASA. L'entrenament es va dur a terme a les aigües del Centre d’entrenament d'entorn sense pes i al Boeing KC-135 Stratotanker conegut com a Vomit Comet (cometa del vòmit). Va completar la seua formació d’astronauta l’agost de 1998. El 28 de setembre de 1998 va tornar a Annapolis juntament amb els seus antics companys alumnes d'astronautes Jim Lovell, Charles O. Hobaugh, David Leestma, John M. Lounge, Bryan D. O'Connor i Pierre J. Thuot, per una celebració en commemoració de l'astronauta Mercury Seven Alan B. Shepard, que havia mort dos mesos abans.
A principis del 2001, Nowak es va quedar embarassada de bessons. A l’oficina d'astronautes, Nowak es va especialitzar en l’operació del braç robòtic del transbordador espacial. També va servir amb la branca CAPCOM: els astronautes que treballaven amb el centre de control de la missió com a principals comunicadors de la nau espacial. Va dur a terme aquesta tasca durant la missió STS-100 l’abril del 2001, quan la tripulació del transbordador espacial Endeavour va instal·lar el braç robot a l’Estació Espacial Internacional. L’octubre del 2001 va donar a llum a dues filles bessones. Nowak i el seu marit van alternar els seus horaris laborals, de manera que un d’ells sempre estava amb els nens. Aquest acord va durar fins que Richard va ser retirat al servei actiu el 2002 per participar en l'Operació Llibertat Duradora a l'Afganistan, que va deixar a efectes pràctics a Nowak una mare soltera amb tres fills petits.
El 12 de desembre de 2002, la NASA va anunciar la tripulació de la STS-118, una missió prevista per al novembre de 2003. Scott Kelly seria el comandant de la missió, Charles Hobaugh el pilot, i els especialistes de la missió serien Nowak, Scott Parazynski, Dafydd Williams i Barbara Morgan. L'accident del transbordador espacial Columbia de l'1 de febrer de 2003 va matar set astronautes a la missió STS-107, inclosos tres de la classe de Nowak del 1996. La pràctica de la NASA era proporcionar a les famílies d’astronautes morts un oficial d’assistència personal, i Nowak va complir aquest deure per a la família de la seua amiga íntima Laurel Clark. El vidu de Clark, Jonathon Clark, antic cirurgià de vol de la NASA, va dir que:
| « | Ella ho va fer tot. Va passar per tot: tràmits de la Marina, finances, factures, comptes bancaris. Va tenir cura de Iain (el fill de Clark) durant els mesos posteriors. Va veure com era perdre una de les seues millors amigues i que Iain perdés una mare. I és que, mentre Lisa feia això, no estava a casa amb els seus fills. Té dos fills molt petits i es troba ací de dotze a catorze hores al dia en les circumstàncies més difícils. He de pensar que va ser molt estressant. | » |

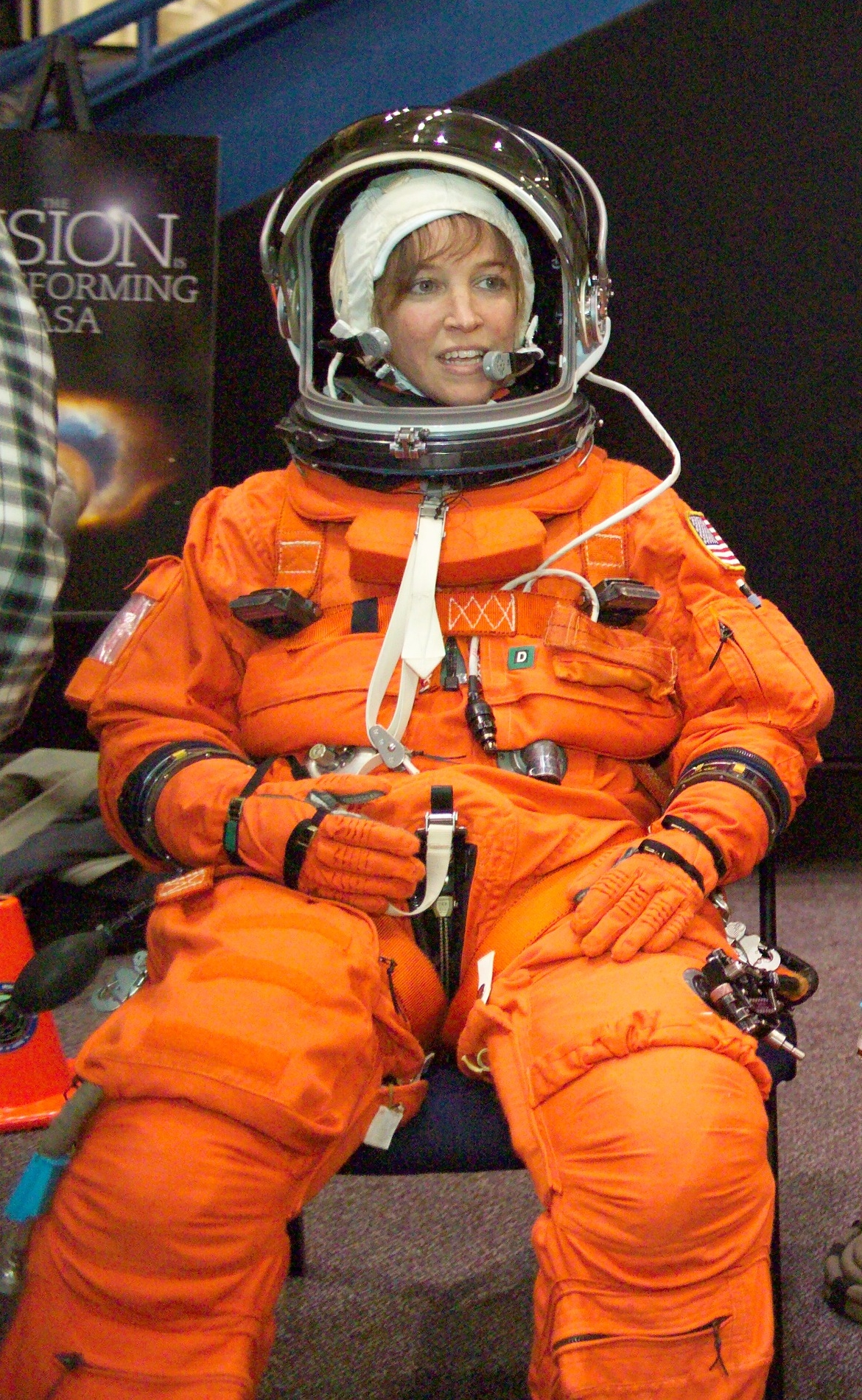
Nowak durant l'entrenament el 2005.

El desastre va provocar una sèrie de canvis de programació i de maquinari. La tasca de provar tots els canvis es va assignar a l'STS-114, però la llista de canvis que requereixen proves es va fer tan gran que es va afegir una segona missió de retorn al vol per adaptar-los. Malgrat la numeració, aquesta missió, STS-121, seria la segona missió volada després del desastre de Columbia. L'STS-121 es preocuparia principalment de provar i desenvolupar nou maquinari i procediments per fer més segurs els vols del transbordador espacial. També subministraria a l’Estació Espacial Internacional equips i consumibles.
El gener de 2004, Nowak va participar en un curs d’entrenament de supervivència en fred d’onze dies al Canadà amb els seus companys astronautes Dominic Antonelli i William Oefelein, l'astronauta suec Christer Fuglesang, el cosmonauta rus Dmitri Kondràtiev i l’astronauta canadenca (i futura governadora general) Julie Payette. El curs es va iniciar el 19 de gener i va implicar quatre dies d’instrucció amb les Forces Armades Canadenques. Van ser deixats al desert del nord de Quebec i van haver de tornar a peu. Van recórrer 20 quilòmetres en onze dies, completant el recorregut el 29 de gener. Nowak ja havia treballat juntament amb Oefelein, que havia estat seleccionat com a astronauta amb la classe del 1998, quan tots dos estaven estacionats a Patuxent River el 1995.
Quan Nowak i Oefelein van tornar a Houston van començar una relació extramatrimonial, que van intentar dissimular. Com que servien als oficials de la Marina, podrien haver estat acusats de conducta impròpia, que inclou l'adulteri, segons el Codi Uniforme de Justícia Militar. La dona d'Oefelein va sol·licitar el divorci el febrer del 2005 després de descobrir correus electrònics entre ell i Nowak. El seu divorci es va finalitzar el maig del 2005. Oefelein es va traslladar a un petit apartament, al qual va donar Nowak una clau. Ella hi va deixar efectes personals i aviat es va convertir en una presència habitual per a altres residents del complex.

### Vol espacial

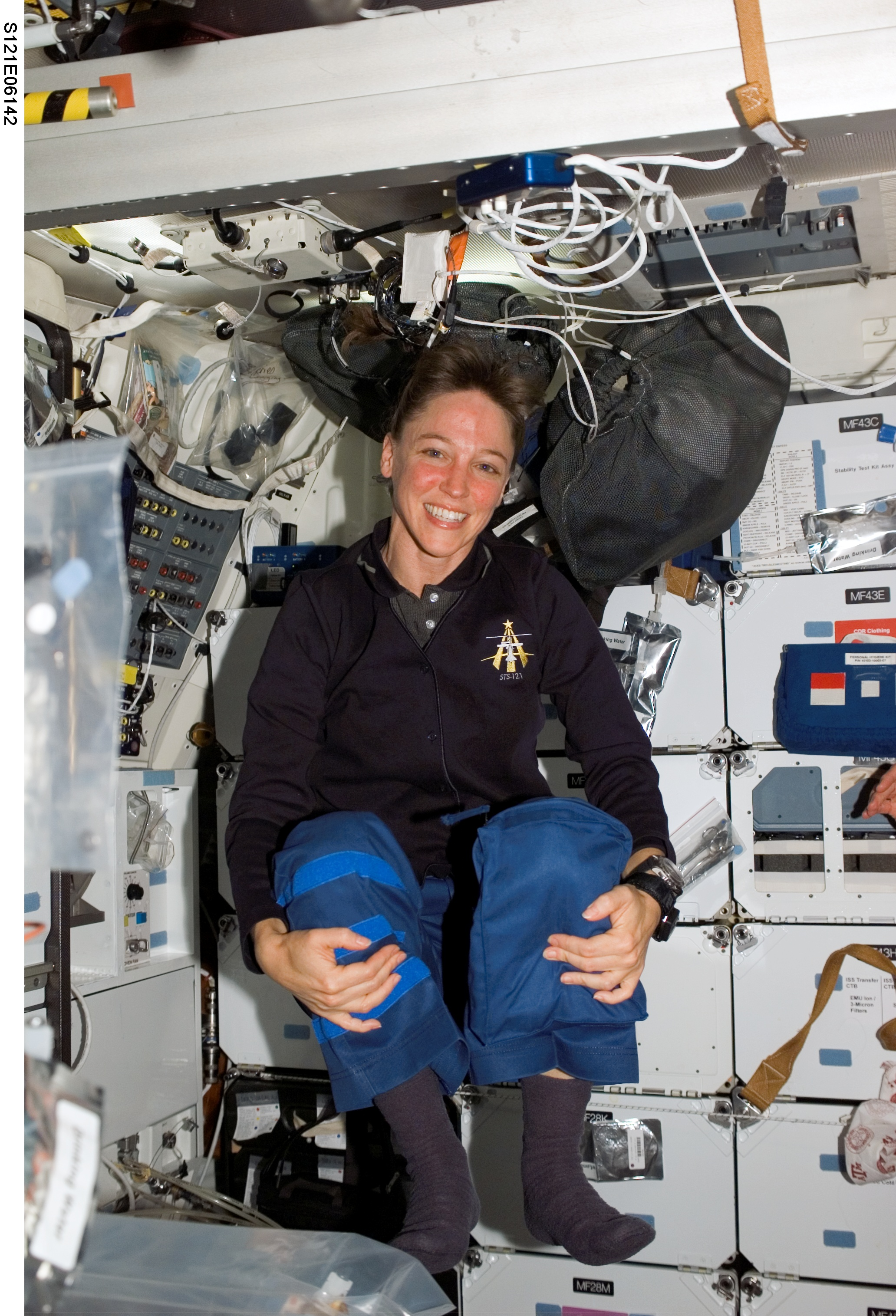
Nowak al transbordador espacial Discovery.

El desembre de 2003 la NASA va anunciar que el STS-121 seria comandat per Steven Lindsey, amb Mark Kelly com a pilot i Michael Fossum i Carlos Noriega com a especialistes de la missió. El 18 de novembre de 2004, la NASA va anunciar que Nowak i la seua companya de classe Stephanie Wilson serien els especialistes de la missió de la missió STS-121. Se'ls va assignar la tasca de controlar els braços robòtics del transbordador espacial i de l'estació espacial internacional. La missió STS-121 estava prevista inicialment per al març o l'abril del 2005, però es va ajornar al juliol després que durant el llançament del Discovery el juliol del 2005, s'havia danyat el tanc extern, cosa que anteriorment havia provocat la pèrdua del transbordador espacial Columbia. La STS-121, es va ajornar fins a trobar una solució al problema. El febrer de 2006, la seua missió es va reprogramar per a una data entre el 3 i el 22 de maig, però al març una sèrie de complicacions van obligar a ajornar-la fins al juliol.
Es va celebrar una reunió per a Nowak prèvia al llançament al Complex de Visitants del Centre Espacial Kennedy, i li van acompanyar els seus pares, el seu marit Richard i els seus tres fills, altres membres de la família i amics de l'escola, Annapolis i la Marina. Entre els efectes personals que va embalar per al vol, hi havia una petita figureta d'un mussol que era la mascota de l'escola primària Luxmanor, un koozie de l'escola secundària Tilden, una pancarta de l'escola secundària Charles W. Woodward, una bandera de la classe Annapolis de 1985 i l'anell de compromís de la seua àvia.
L'1 de juliol de 2006 la tripulació de l'STS-121 va menjar el tradicional pastís de pre-llançament decorat amb la insígnia de la missió i es va embarcar al Discovery al Kennedy Space Center Launch Complex 39B. Nowak va ser l'últim membre de la tripulació que va entrar a la sonda, i va ocupar el seu lloc com a enginyera de vol a la coberta immediatament darrere de Lindsey i Kelly. A les 15:42 es va descartar el llançament a causa de l’activitat de tempestes a la zona. Un segon intent de llançament l'endemà també es va cancel·lar a causa de les inclemències del temps. L'STS-121 finalment va prendre el vol amb èxit el 4 de juliol a les 14:38. Va ser la primera vegada que es va produir l'enlairament del transbordador espacial el Dia de la Independència dels Estats Units.
Després d’entrar en òrbita Nowak va sentir nàusees, un símptoma de la síndrome d'adaptació a l'espai. El primer dia a l'espai es va dedicar a inspeccionar la sonda per si hi havia possibles danys, ja que la tripulació havia notat que s'havien desprès restes del tanc extern durant l'enlairament. Nowak va desplegar el braç robotitzat per inspeccionar les puntes de les ales, el nas i la part inferior de la nau espacial mitjançant càmeres làser, digitals i de vídeo sensibles. Després de sis hores i mitja d’examen, tot el que es va trobar va ser una taca blanca a la tapa del nas. Els enginyers de la NASA es van preocupar inicialment que això poguera ser el resultat d'un impacte a gran velocitat, però després d'un examen amb més deteniment van determinar que eren excrements d'ocells. Alguna decoloració trobada a les vores anteriors es va atribuir als vessaments de líquids hidràulics.

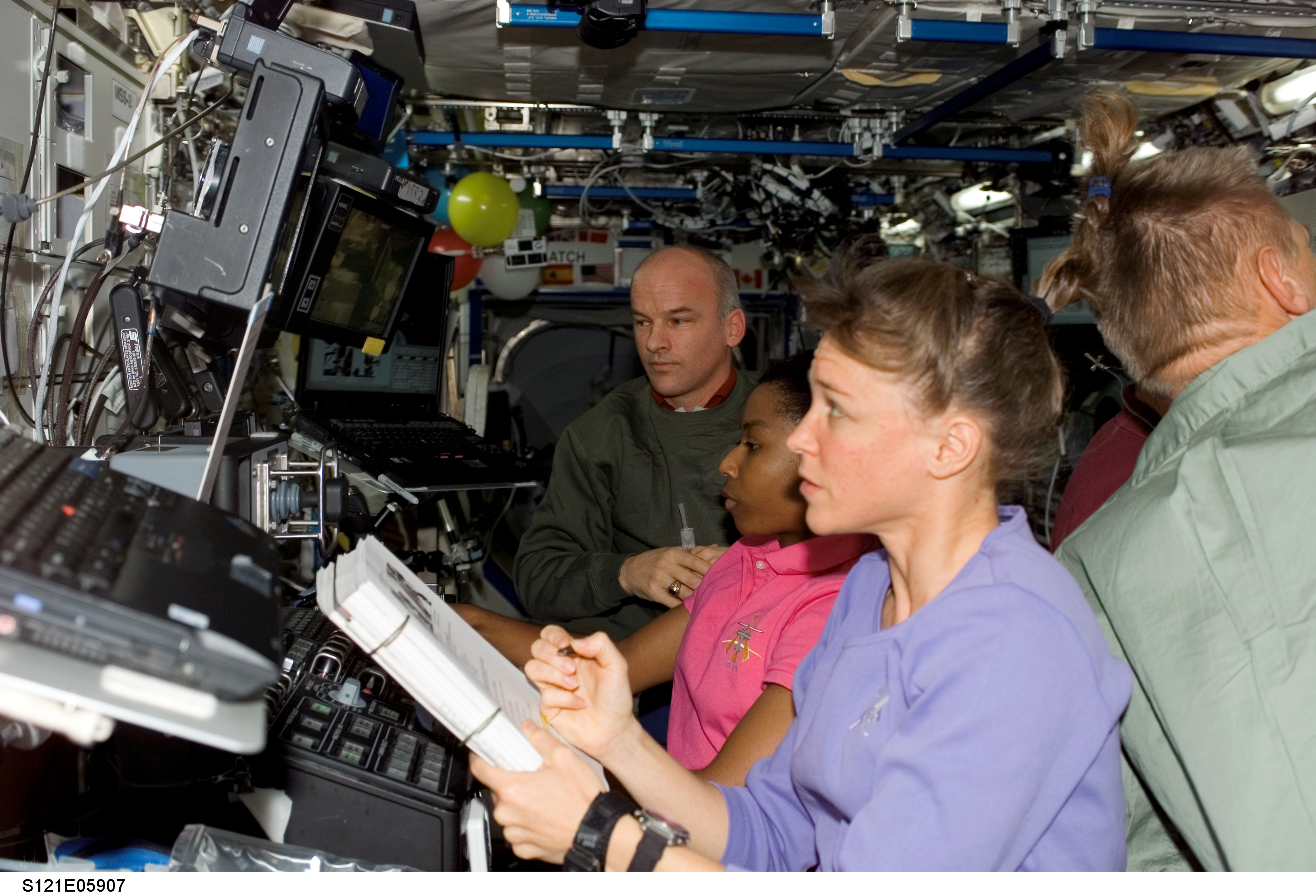
Nowak ajudant a controlar el braç robòtic.

Després que la Discovery atracara amb èxit a l'Estació Espacial Internacional, Wilson i Nowak van utilitzar el braç robòtic per descarregar el Mòdul logístic multipropòsit (MPLM) Leonardo de fabricació italiana. Els 3.400 quilograms d’equips i subministraments que contenia incloïen el congelador de laboratori Minus Eighty per al seu ús en experiments científics i un sistema de generació d’oxigen de 640 quilograms per permetre a l’Estació Espacial Internacional donar suport a fins a sis tripulants. Nowak va dur a terme les seues tasques assignades, però altres membres de la tripulació van observar una reticència a ajudar amb tasques que no li havien estat assignades i per a les quals no s'havia entrenat.
Mentre la Discovery estava atracada a la ISS la tripulació de la SST-121 va realitzar tres passejades per l'espai. Les dones no van ser considerades per a aquesta activitat; quan la NASA va retallar el pressupost de vestuari espacial als anys noranta, es van ometre mides petites. Les dones astronautes van ser assignades a altres tasques com operar els braços robòtics. Des del laboratori Destiny (mòdul de l'ISS) Nowak va operar el braç robotitzat la instal·lació del qual havia supervisat a CAPCOM anys abans. Va ser més difícil operar que el del transbordador espacial, ja que era més gran i tenia una unió addicional.
Unes dos tones d'escombraries, els resultats d'experiments i de l'equipament trencat es van embalar a Leonardo, i el braç robòtic es va utilitzar per tornar a guardar el mòdul a la nau de càrrega del Discovery. Després es va utilitzar per fer una comprovació final del transbordador espacial per assegurar-se que ni els micro-meteorits ni la brossa espacial no havien causat danys. La Discovery es va desacoblar de l’Estació Espacial Internacional i va començar el seu retorn de dos dies a la Terra.
Després de gairebé 13 dies a l'espai, durant els quals havia recorregut 8,0 milions de quilòmetres, Discovery va aterrar a la Shuttle Landing Facility al Kennedy Space Center a les 09:14 del 17 de juliol.

### Rebuda

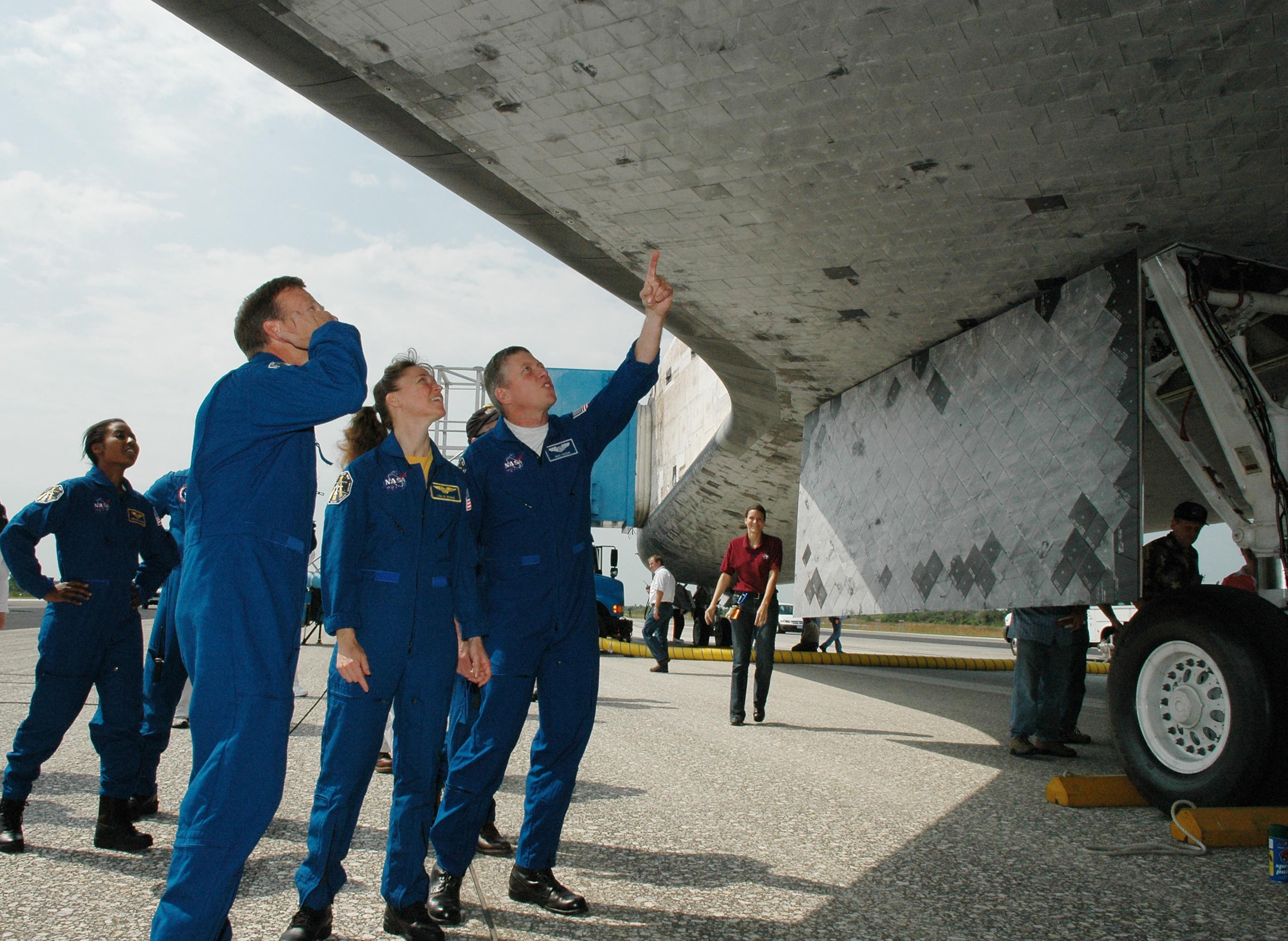
La tripulació de la STS-121 comprova l'estat del transbordador Discovery després d'aterrar.

Com era habitual, els sis membres de la tripulació de l'STS-121 van iniciar una sèrie d’actes publicitaris i entrevistes. Van assistir als X Games XII al Home Depot Center de Los Angeles del 3 al 6 d’agost, i al partit de Houston Astros el 14 d’agost al Minute Maid Park, on la tripulació es va reunir amb el llançador Roger Clemens i va fer els primers llançaments cerimonials. El 9 de setembre, Nowak va assistir a una festa privada al partit de futbol de l'Acadèmia Naval contra la Universitat de Massachusetts, on va donar als seus companys la bandera de la classe de 1985 que portava al transbordador espacial i va signar fotografies seues. A la mitja part va presentar a Annapolis una samarreta de la Marina que havia dut a bord del Discovery. Va fer una llarga entrevista amb el ''Ladies' Home Journal'' pel número del Dia de la Mare i va presentar premis al Stennis Space Center de la NASA. Va tornar a l'escola primària Luxmanor i a l'escola mitjana Tilden, on va parlar amb els nens i va assistir a les celebracions a Annapolis pel 30è aniversari de l'admissió de dones, durant les quals va fer una presentació com a part del cicle de conferències forestals de l'Acadèmia. Al desembre, la tripulació de l'STS-121 va volar al Regne Unit, on va visitar la Universitat d'Edimburg i el Centre Espacial Nacional de Leicester, i van parlar a la Universitat de Leeds, l'alma mater de Piers Sellers.

## Incident a l'aeroport d'Orlando

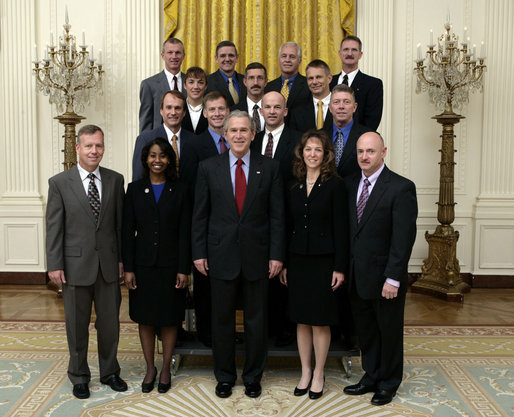
Tripulació de l'STS-121 amb el president dels EUA George W. Bush.

El 2007 es va separar de Richard, i la relació amb Oefelein també es va refredar, tot i que seguien parlant per telèfon gairebé a diari. A finals del 2006, Oefelein havia començat una relació amb la capitana de la Força Aèria dels Estats Units, Colleen Shipman, que treballava com a enginyera amb la 45th Space Wing de la Base Aèria Patrick a Florida. Oefelein li va parlar a Nowak sobre Shipman al gener, pensant que Nowak s'ho va prendre bé i que podrien seguir sent amics. Van continuar entrenant per a la MS 150, una cursa benèfica de bicicletes, però Shipman es va sentir incòmoda amb el fet que la bicicleta de Nowak es guardara a casa d'Oefelein i li va demanar que Nowak se l'emportara.
El 29 de gener de 2007, la NASA va anunciar que Stephanie Wilson havia estat escollida com a especialista de la missió per a la missió STS-120 per substituir Michael Foreman, que havia estat reassignat a la missió STS-123, prevista per al febrer. Nowak esperava obtindre aquesta posició. Mark Kelly li va dir que Wilson era «una treballadora d'equip i molt mereixedora». Nowak va ser assignada a tasques d'oficina per l'STS-123.

### Altercat
Els dies 4 i 5 de febrer de 2007, Nowak va empaquetar guants de làtex, una perruca negra, una pistola BB amb municions, gas pebre, una gavardina marró amb caputxa, un martell perforador, guants negres, un ganivet plegable Gerber de 8 polzades (200 mm) i altres articles, i va conduir 1.400 km des de Houston fins a Orlando (Florida) per enfrontar-se a Shipman. Els primers informes policials afirmaven que portava bolquers per no haver de parar durant el viatge, però més ho tard va negar.
El 5 de febrer de 2007, Nowak es va dirigir a l'aeroport internacional d'Orlando, va esperar aproximadament mitja hora perquè arribara l'avió de Shipman a la 01:05. Shipman va anar a arreplegar la seua maleta, però no apareixia a la cinta transportadora. A l'oficina de recollida d'equipatge se li va dir que arribaria al següent vol, a les 03:00, i li van donar un val de menjar i beguda de 12 dòlars. Shipman finalment va recollir la seua maleta a l'oficina de recollida d'equipatge a les 03:15 i va agafar un autobús llançadora fins a la zona d'aparcament a les 03:28. Shipman va dir que després d’arribar, es va assabentar que algú la seguia fins a una zona d’aparcament de l’aeroport. Quan va pujar al cotxe, va sentir uns passos corrents i va tancar la porta ràpidament. Nowak va copejar la finestra i va intentar obrir la porta del cotxe, va demanar un passeig i després va començar a plorar. Shipman va baixar la finestra un parell de centímetres i Nowak va ruixar l'esprai de pebre al cotxe. Shipman es va dirigir cap a la cabina del pàrquing on es va citar a la policia. Diversos agents de la Divisió de l'Aeroport del Departament de Policia d'Orlando van arribar minuts després i el primer oficial va observar que Nowak tirava una bossa a un contenidor de la parada d'un autobús llançadora. Nowak va ser arrestada posteriorment a l'aeroport internacional d'Orlando acusat d'intent de segrest, assalt, intent de robatori amb assalt i destrucció de proves.
En una sol·licitud manuscrita per a una ordre de restricció contra Nowak després de la seua detenció, Shipman es va referir a Nowak com a coneguda de la seua parella, però no va dir que es tractava de William Oefelein. Va afirmar que Nowak havia estat perseguint-la des de feia dos mesos. Nowak va dir als investigadors que estava implicada en una relació amb Oefelein, que va descriure com «més que una relació laboral, però menys que una relació sentimental». Citant les proves de l'elaborada planificació, la disfressa i armes, la policia va recomanar que fos detinguda sense fiança.

### Judici
L'advocat de la víctima va argumentar que els fets indicaven un pla ben pensat per segrestar i potser ferir Shipman.
En discussions prèvies al judici per la llibertat condicional, l'advocat de Nowak va remarcar: «Les bones obres d'un han de comptar per a alguna cosa». A Nowak se li va atorgar l'alliberament amb una fiança de 15.500 dòlars amb la condició de portar un dispositiu de localització GPS i no es posara en contacte amb Shipman; no obstant això, abans que Nowak poguera ser alliberada, la policia d'Orlando va acusar Nowak d'intent d'assassinat en primer grau i va anunciar que no seria alliberada sota fiança. El seu advocat va al·legar que la policia i els fiscals, descontents pel fet que Nowak havia rebut la fiança, van presentar acusacions més greus únicament per mantenir-la confinada a la presó. En la segona denúncia, Nowak va ser acusada d'intent d'assassinat en primer grau amb una arma mortal, per la qual el jutge va elevar la fiança 10.000 dòlars. Després de pagar la fiança, Nowak va sortir de la presó. Shipman va retirar la seua sol·licitud d’ordre de protecció el 15 de febrer.

### Reacció de la NASA
El 6 de febrer de 2007, Nowak va ser posada en una suspensió de 30 dies per la NASA. Va tornar a Houston en un vol comercial el 8 de febrer, i, només arribar, va ser pressa amb escorta policial al Johnson Space Center per a una avaluació mèdica i psiquiàtrica. L'assignació de Nowak a la NASA com a oficial de la Marina en servei va ser finalitzada per l'agència espacial el 7 de març de 2007. Hi va haver una àmplia reacció del públic davant la detenció de Nowak, que expressava preocupació pel procés de selecció dels astronautes de la NASA i per les missions previstes de 30 mesos a Mart. Algunes persones van opinar que la presentació de la NASA dels astronautes com a herois era part del problema.
En resposta a les preocupacions sobre la salut mental de Nowak, l’administrador de la NASA, Michael D. Griffin, va encarregar al NASA Astronaut Health Care System Review Committee, un comitè independent, que examinara fins a quin punt la NASA atenia la salut mental dels seus astronautes. Patricia Santy, antiga cirurgiana de vol de la NASA i autora del llibre Choosing the Right Stuff: Psychological Selection of Astronauts and Cosmonauts, va descriure que existia una cultura entre el Cos d'Astronautes d'evitar discutir problemes físics i psicològics amb el personal mèdic, a causa de la percepció que qualsevol els problemes poden posar en perill la seua carrera i l'estat del vol. Les polítiques de la NASA van canviar de diverses maneres: els cirurgians de vol van començar a rebre formació addicional en avaluació psiquiàtrica i, tot i que hi havia un codi de conducta no oficial, es redactaria un «codi de conducta» oficial per als treballadors, i s'inclourien les avaluacions de salut conductual en els materials de vol anuals dels astronautes.

### Proves en contra
El 10 d'abril de 2007, els fiscals de Florida van publicar material addicional en relació amb el cas. La setmana anterior, el jutge havia acordat revelar alguns dels documents que descrivien els elements trobats al cotxe de Nowak després de la seua detenció. Entre aquests articles hi havia una nota manuscrita a la papereria de l'USS Nimitz que mostrava la informació de vol de Shipman i el paper del registre de vol amb una llista manuscrita de més de 24 articles, incloent-hi sabatilles esportives, guants de plàstic, contactes, efectiu, un paraigua i roba negra. Un disquet contenia dues fotografies de Nowak muntant en una cursa de bicicletes i 15 imatges que representaven una dona no identificada en diferents etapes de despullar-se. Un informe el 15 de març indicava que gairebé totes les fotografies i dibuixos representaven escenes de bondage. També es van trobar 585,00 $ (USD) i 41,00 £ (GBP) en efectiu i 4 bosses de paper marró amb 69 pastilles taronja que no es van identificar públicament. Els investigadors també van examinar dues unitats USB trobades al cotxe. Contenien fotografies familiars, pel·lícules digitals i materials relacionats amb la NASA. Els investigadors van concloure que la informació del disc i de les unitats USB no tenia cap relació directa amb el suposat intent de segrest.
Oefelein li havia proporcionat a Nowak un telèfon mòbil per comunicar-se amb ell. Els registres telefònics mostren que ella li va trucar almenys dotze vegades i va enviar set missatges de text l'endemà de tornar del seu vol espacial el 22 de desembre del 2006, que ell no va respondre fins al 24 de desembre, quan van mantenir una conversa de set minuts. Durant els mesos de desembre i gener, es van fer més de cent trucades, tot i que no és clar qui va trucar a qui. Segons els interrogatoris de la NASA i investigadors militars, Oefelein va declarar que havia trencat la relació amb Nowak. No obstant això, va dinar amb ella al seu apartament almenys una vegada al gener, van continuar entrenant junts per a la cursa de bicicletes i anaven al gimnàs junts.
L’11 de maig de 2007, les autoritats van publicar un vídeo de les càmeres de vigilància de la terminal de l’Aeroport d’Orlando que mostrava a Nowak esperant gairebé una hora, a prop de l'aparador de reclamació d’equipatge, després vestint-se amb la gavardina i seguint Shipman després que recuperara les seues maletes.

### Desenvolupament
El 13 de febrer de 2007, Nowak es va declarar innocent dels càrrecs d'intent d'assassinat i d'intent de segrest. El 2 de març, els fiscals de Florida van presentar tres càrrecs formals contra Nowak: intent de segrest amb la intenció de causar danys corporals o terroritzar, robatori d'un transport amb arma i assalt. Els fiscals van rebutjar presentar l'arxivament d'intent d'assassinat que havia estat recomanat per la policia d'Orlando. Nowak va presentar formalment una declaració de no culpabilitat dels càrrecs de segrest el 22 de març en una vista judicial, tot i que no estava present en persona. L'advocat de Nowak, que va presentar la demanda al jutjat del comtat d'Orange, va sol·licitar un judici amb jurat. Originalment, el judici havia de començar el 30 de juliol de 2007, però es va ajornar fins al 7 d'abril de 2008 per permetre a la fiscalia preparar-se per a una defensa per malaltia mental. El 16 de gener de 2008, un jutge va ajornar el judici indefinidament, així com la vista prèvia al judici que se celebraria el 12 de març de 2008, a l'espera del resultat de l'apel·lació de l'estat d'una decisió anterior de supressió de les proves obtingudes el dia de l'arrest.
El 17 de juliol de 2007 es va celebrar una vista prèvia al judici i el 19 de setembre es van celebrar altres audiències per argumentar mocions de defensa per suprimir algunes de les proves obtingudes el dia de la seua detenció. El 12 d'agost de 2007, Nowak va demanar que li retiressin la polsera GPS del turmell cosa que el jutge va acceptar el 30 d’agost. El 28 d'agost, el jutge del procés va desvelar un document judicial que indicava que Nowak tenia intenció de perseguir una defensa per malaltia mental. Segons els documents presentats pel seu advocat, Nowak va ser avaluada per dos psiquiatres que li van diagnosticar trastorn obsessivocompulsiu de la personalitat, síndrome d'Asperger, un únic episodi de trastorn depressiu major i un «trastorn psicòtic breu amb estressants marcats» en el moment de l'incident. El 2 de novembre de 2007, el jutge de primera instància va suprimir les declaracions inicials de Nowak (abans d'haver-se-li llegit els seus drets) a la policia, així com totes les proves trobades al seu vehicle, citant mala conducta per part la policia en la seua recerca inicial i interrogatori. La fiscalia va recórrer aquesta sentència el 8 de novembre. El 21 d'octubre de 2008 es va produir una audiència sobre aquesta apel·lació.
El 5 de desembre de 2008, el Florida Fifth District Court of Appeal va declarar que les declaracions es van prendre en violació dels seus drets Miranda, però que la recerca del seu cotxe encara era vàlida baix la inevitable excepció del requisit de l'ordre de recerca, perquè la policia ho hauria trobat inevitablement en el curs normal de la investigació malgrat la declaració il·legal. El cas va tornar a judici. Es va programar una audiència prèvia al judici per al 22 de juny de 2009. L'1 d'abril de 2009, el jutge va ordenar a Nowak que passara dues avaluacions psiquiàtriques abans del 12 de juny de 2009.
El 15 de maig de 2009, es va informar que Nowak no reclamaria defensa per malaltia mental si el seu cas arribava a judici. L'advocat de Nowak va retirar una moció anterior presentada el 2007, que hauria deixat oberta l'oportunitat d'utilitzar una defensa en el cas. El 7 d'octubre de 2009, un jutge d'Orlando va dictar a favor de permetre que els advocats de Nowak prengueren una segona deposició de Shipman per preguntar si Nowak realment la va ruixar amb pebre. Un informe mèdic dels paramèdics va plantejar algunes preguntes quant a la base de fet segons els advocats. Si es comprovava que no va ocórrer, els advocats volien que es retiraren els càrrecs penals relacionats amb l'assalt i agressió abans de començar el judici. El judici estava previst pel 7 de desembre de 2009. El 10 de novembre de 2009, Nowak va presentar una declaració de culpabilitat per delicte de robatori i agressió. Va ser condemnada a un any de llibertat condicional i els dos dies ja complerts a la presó, sense temps de presó addicional. El març de 2011, Nowak va sol·licitar al tribunal que tancara els antecedents dels seus procediments penals, citant perjudicis a la seua família i als seus mitjans de subsistència. La moció va ser aprovada.

## Després de la NASA

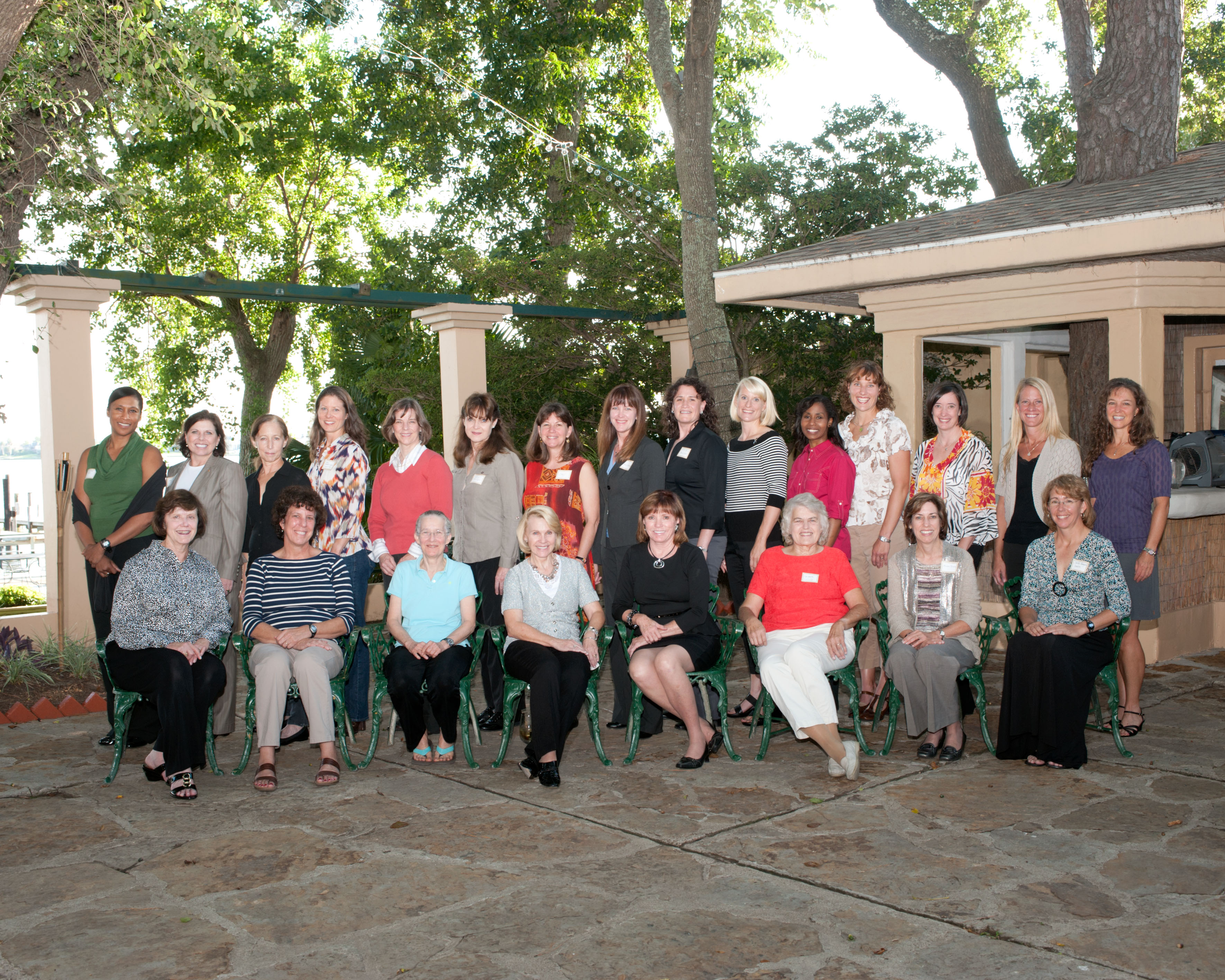
Lisa Nowak amb altres dones astronautes el 2012.

Per la seua tasca com a membre de la tripulació del STS-121, la NASA va anunciar el 30 de maig de 2007 que Nowak rebria la NASA Space Flight Medal al Johnson Space Center el 5 de juny de 2007. Nowak i el seu marit es van divorciar el juny de 2008 i va rebre la custòdia completa dels seus tres fills. Va romandre en servei actiu amb la Marina i, posteriorment, se li va ordenar que formara part del personal del cap d'entrenament aeri naval de l'Estació Aèria Naval de Corpus Christi (Texas). Allà, va participar en el desenvolupament de currículums d’entrenament en vol per a un ús ampli a tota la Marina. La Marina va insistir que la NASA retornara a Nowak i Oefelein a la Marina perquè havien violat les seues normes que prohibien l'adulteri, però els oficials navals van esperar que es resolguera el cas de segrest abans de prendre mesures contra ella.
Un grup administratiu naval format pels contraalmiralls Mark S. Boensel, Eleanor V. Valentin i Timothy S. Matthews va votar el 19 d'agost de 2010 per recomanar acomiadar a Nowak de la Marina amb condicions diferents d'honorables i una reducció de rang de capità a comandant. La recomanació del grup va haver de ser revisada pel Comandament de Personal Naval i, finalment, la determinaria el Secretari de Marina. El 28 de juliol de 2011, el vicesecretari de Marina Juan M. Garcia III va confirmar la sentència del tribunal. La conducta de Nowak, segons Garcia va afirmar en un comunicat, «es va quedar molt curta» respecte al que s'espera dels oficials de la Marina i «va demostrar una completa desconsideració pel benestar d'un company de servei». Es va retirar de la Marina amb condicions diferents d'honorables i amb el rang de comandant l'1 de setembre de 2011.
L’astronauta Michael Coats, el director del Johnson Space Center del 2005 al 2012, va recordar que Nowak va lluitar després de deixar la Marina, ja que la notorietat del seu cas va impedir que els possibles ocupadors la contractaren. El 2017, la revista People va informar que Nowak vivia tranquil·lament a Texas, on treballava al sector privat. El seu advocat va declarar: «Li va bé».

## En la cultura popular
- L'episodi 2007 de Law & Order: Criminal Intent, «Rocket Man», està inspirat en la història de Nowak i presenta un triangle amorós entre els astronautes.[132]
- La cançó de Molly Lewis del 2008 «Road Trip» explica els detalls de les primeres notícies sobre el viatge de Nowak des de Houston a Orlando.[133]
- La cançó de Ben Folds «Cologne» del seu àlbum de 2008 Way to Normal fa referència a la cobertura mediàtica del cas de Nowak.[134]
- L'estat d’ànim de Nowak durant l’incident va ser objecte d’una obra, Starcrosser's Cut, que es va inaugurar a Los Angeles el juny del 2013.[135][136]
- El videoclip de «I Love You More Than You Love Yourself» del 2017 de Austra fa referència a les accions que van conduir a la detenció final de Nowak, amb la líder de banda Katie Stelmanis fent el paper de Lisa Nowak.[137]
- La pel·lícula de 2019 Lucy in the Sky protagonitzada per Natalie Portman es basa vagament en les experiències de Nowak.[138]